# Guilherme Müller
Guilherme Müller (* 28. Juni 1877 in Cerro Alegre; † 11. Dezember 1935 in Mendes) war ein brasilianischer römisch-katholischer Geistlicher und Bischof von Barra do Piraí.

## Leben
Guilherme Müller empfing am 8. Juli 1900 das Sakrament der Priesterweihe.
Am 14. Dezember 1925 ernannte ihn Papst Pius XI. zum ersten Bischof von Barra do Piraí. Der Erzbischof von Olinda e Recife, Miguel de Lima Valverde, spendete ihm am 22. August 1926 die Bischofsweihe; Mitkonsekratoren waren der Bischof von Uruguaiana, Hermeto José Pinheiro, und der Bischof von Pelotas, Joaquim Ferreira de Melo. Sein Wahlspruch Longe de mim gloriar-me senão da cruz de Cristo („Ich aber will mich allein des Kreuzes Jesu Christi rühmen“) stammt aus Gal 6,14 .